# 伊号第十六潜水艦
|          |                                                                                          |
| 艦歴     |                                                                                          |
| 計画     | 第三次海軍軍備補充計画（③計画）                                                          |
| 起工     | 1937年9月15日 （三菱重工業神戸造船所）                                                   |
| 進水     | 1938年7月8日                                                                             |
| 就役     | 1940年3月30日 （呉海軍工廠で施工）                                                       |
| その後   | 1944年5月19日戦没                                                                        |
| 除籍     | 1944年10月10日                                                                           |
| 性能諸元 |                                                                                          |
| 排水量   | 基準：2,184トン 常備：2,554トン 水中：3,561トン                                          |
| 全長     | 109.3m                                                                                   |
| 全幅     | 9.10m                                                                                    |
| 吃水     | 5.34m                                                                                    |
| 機関     | 艦本式2号10型ディーゼル2基2軸 水上：14,000馬力 水中：2,000馬力                           |
| 速力     | 水上：23.6kt 水中：8.0kt                                                                 |
| 航続距離 | 水上：16ktで14,000海里 水中：3ktで60海里                                                 |
| 燃料     | 重油                                                                                     |
| 乗員     | 95名                                                                                     |
| 兵装     | 40口径14cm単装砲1門 25mm機銃連装1基2挺 53cm魚雷発射管 艦首8門 九五式魚雷20本 22号電探1基 |
| 航空機   | なし                                                                                     |
| 備考     | 安全潜航深度：100m                                                                       |

伊号第十六潜水艦（いごうだいじゅうろくせんすいかん、旧字体：伊號第十六潜水艦）は、大日本帝国海軍の伊十六型潜水艦の一番艦。

## 艦歴
1937年（昭和12年）の第三次海軍軍備充実計画（③計画）で建造が計画され、1937年9月15日に三菱重工業神戸造船所で起工。1938年（昭和13年）6月1日、艦型名が伊十六型に改正。1938年7月8日に進水。その後呉海軍工廠に曳航されて移動した後艤装作業が行われ、1940年（昭和15年）3月30日に竣工した。竣工と同時に横須賀鎮守府籍となり、横須賀鎮守府部隊所属となった。
11月15日、伊15と共に第六艦隊第1潜水戦隊第1潜水隊を編成した。これは、波1型からなる先代の第1潜水隊が、所属艦の除籍により1929年（昭和4年）4月1日に解隊されて以来、4代目となる。
太平洋戦争開戦時には第六艦隊第1潜水戦隊第1潜水隊に所属。1941年（昭和16年）11月18日、伊16は呉を出港し、倉橋島亀ヶ首に移動。同地で特殊潜航艇甲標的を搭載した後、真珠湾攻撃に参加するため19日0215に出港。12月7日、真珠湾入口南南西7浬地点付近に到着し、0042に横山正治中尉、上田定二等兵曹が乗り込んだ甲標的を発進。搭載艇は脱出する米軽巡洋艦セントルイス(USS St. Louis, CL-49)を雷撃するも魚雷はサンゴ礁に命中し爆発。その後護衛の駆逐艦の反撃で撃沈された。伊16は会合点であるラナイ島西方に移動し、12日まで搭載艇の帰還を待った。20日、クェゼリンに到着。25日にクェゼリンを出港し、1942年（昭和17年）1月3日に横須賀に到着。その後、呉に移動した。2月1日、第1潜水隊は伊15、伊17を第2潜水隊に転出させ、第2潜水隊所属の伊18、伊20を編入した。
3月10日、第1潜水隊は第8潜水戦隊指揮下となる。
16日、伊16は横須賀を出港し、呉に移動。4月16日、第1潜水隊の僚艦、伊10、伊30と共に甲先遣隊を編成し、呉を出港。18日、ドーリットル空襲を受け、小笠原諸島北方沖にいる米機動部隊の迎撃のために北東へ向かったが、空振りに終わった。27日、ペナンに到着し、水上機母艦日進により運ばれてきた甲標的を搭載。30日、伊30を除いた部隊は特設巡洋艦報国丸（大阪商船、10,438トン）、愛国丸（大阪商船、10,437トン）と共にペナンを出港。5月5日、10日、15日に報国丸、愛国丸から給油を受けた後、2隻と別れた。17日、波浪により左舷機関室に浸水。20日、伊10の搭載機がダーバンを飛行偵察。30日、伊10の搭載機がマダガスカル島ディエゴ・スアレスを飛行偵察し、戦艦1他多数の艦船の在泊を報告してきた。31日1740、ディエゴ・スアレス港の攻撃を行うべく、伊16はディエゴ・スアレス沖10浬の地点で岩瀬勝輔少尉、高田高三二等兵曹が乗り込んだ甲標的を発進。搭載艇は発進後消息不明となった。6月6日、南緯15度42分 東経40度58分 / 南緯15.700度 東経40.967度の地点でユーゴスラビア貨物船スザック（Susak、3,889トン）を発見し、砲雷撃により撃沈。8日、南緯16度12分 東経41度00分 / 南緯16.200度 東経41.000度の地点でギリシャ貨物船アギオス・ゲオリギオスⅣ（Aghios Georgios Ⅳ、4,847トン）を発見し、砲撃により撃沈。12日、南緯16度12分 東経41度00分 / 南緯16.200度 東経41.000度の地点でユーゴスラビア貨物船スペタル（Supetar、3,748トン）を発見し、雷撃により撃沈。17日、報国丸、愛国丸との会合点に到着し、燃料と食糧の補給を受けた。7月1日、南緯17度00分 東経40度00分 / 南緯17.000度 東経40.000度の地点でスウェーデン貨物船エクナレン（Eknaren、5,248トン）を発見し、雷撃により撃沈。26日、ディエゴガルシア島を偵察。8月10日、ペナンに寄港し、26日に横須賀に到着して整備を受ける。
10月17日、伊16は横須賀を出港し、11月2日にショートランドに到着。4日1300、水上機母艦千代田により輸送されてきた甲標的を搭載し、伊24とともに出港してインディスペンサブル海峡に進出。7日0600に発進地点に到着。11日0349、発進準備中に米PTボートを発見したため潜航。0421、エスペランス岬沖11カイリ地点付近で八巻悌次中尉、橋本亮一一等兵曹が乗り込んだ甲標的を発進するも、搭載艇は発進時に舵が破損し、3分後に操舵不能となってしまう。その後、搭乗員は浮上した艇を自沈処理した後、ガダルカナル島に泳ぎ着き上陸した。13日、第三次ソロモン海戦で大破していた戦艦比叡が沈んだかどうかの確認と、沈んでいなければ雷撃処分するようにとの命令を受け、比叡が放棄された海域に向かったが、比叡の姿はなく、沈没したものと判断された。その後、ショートランドに戻った。

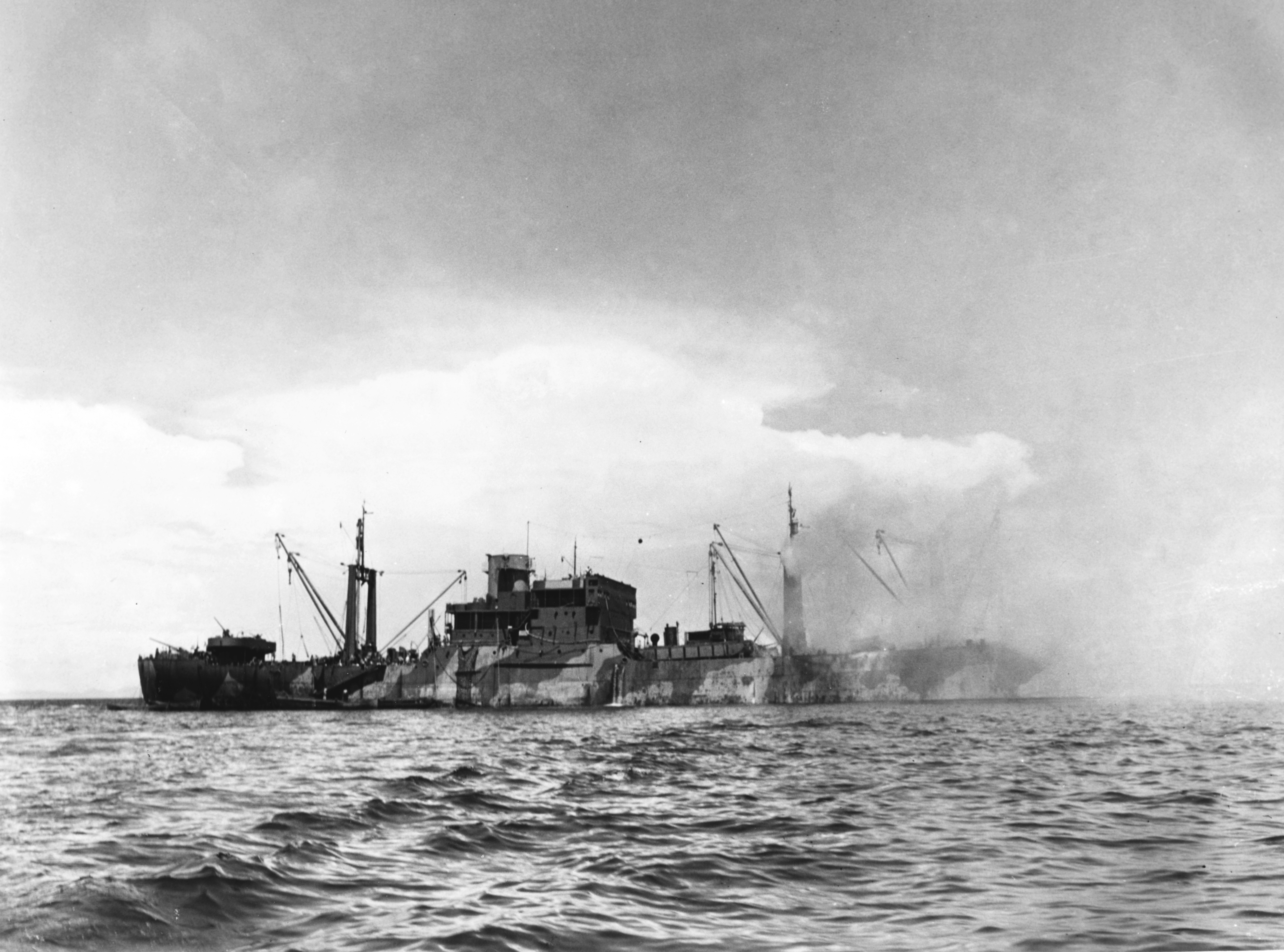
搭載艇からの雷撃を受けて炎上するアルチバ

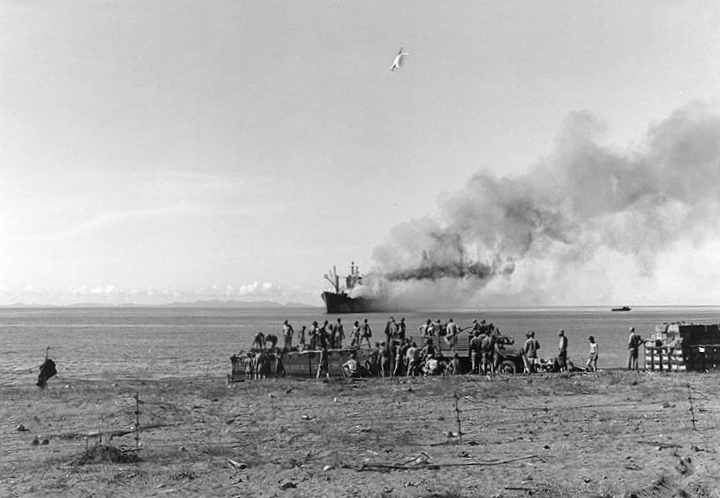
座礁して炎上するアルチバ

16日、伊16は再度甲標的を搭載してショートランドを出港。28日、サボ島沖21浬地点付近で、外弘志中尉、井熊新作二等兵曹を乗せた甲標的を発進。0816、ルンガ岬北東2700m地点付近で、搭載艇が米貨物輸送艦アルチバ(USS Alchiba, AK-23)を発見し雷撃。同艦を撃破した。撃破されたアルチバは沈没を防ぐため砂浜に擱座されたが、その後4日間にわたって炎上した。搭載艇はその後消息不明となる。伊16はその後ショートランドに戻って甲標的を搭載し、再度ショートランドを出港。12月13日、サボ島沖21浬地点付近で、門義視中尉、矢萩利夫二等兵曹を乗せた甲標的を発進。搭載艇は夜明けごろに米病院船ソレース(USS Solace, AH-5)を発見。その後、米駆逐艦を発見し雷撃するも命中しなかった。その後艇は自沈処理され、搭乗員はエスペランス岬付近に上陸した。伊16はその後トラックに移動した。
1943年（昭和18年）1月6日、伊16は輸送物資を搭載してトラックを出港。13日、エスペランス岬沖に到着してドラム缶入りの輸送物資を大発へ積み替える準備を行うが、米哨戒機の哨戒が厳しく、陸岸から大発は来なかった。このため、やむなく輸送物資を全て海上に投棄した後出港し、ラバウルに移動した。その後容器入りの輸送物資18トンを積み込み、ラバウルを出港。25日にエスペランス岬に到着し、輸送物資を降ろした後出港。ラバウルに戻った。その後、輸送物資入りのドラム缶30個を含む、輸送物資40トンを搭載してラバウルを出港し、4月1日にラエに到着。輸送物資を降ろした後出港。2日、潜航中に、同じく潜航していた伊20と接触事故を起こすが、損傷は軽微だった。その後ラバウルに寄港し、16日に横須賀に到着して修理を受ける。このとき、14cm砲が取り外されたほか、魚雷も2本を残して陸揚げされた。8月9日、第1潜水隊は第1潜水戦隊に編入。
9月21日、伊16は横須賀を出港し、トラックに移動。25日、第1潜水隊の解隊に伴い、第2潜水隊に編入。
その後、伊16は輸送物資を積み込んで出港し、10月17日にニューギニアのシオに到着。輸送物資を降ろした後出港し、ラバウルに到着。その後シオ輸送を1回行った。その後兵士30名を乗せて出港し、11月2日にシオに到着。輸送物資を揚陸した後出港し、ラバウルに戻った。その後シオ輸送を2回行った。24日、ラバウルで遠藤喜一中将以下、第九艦隊首脳部、および輸送物資を乗せた後出港し、27日にシオに到着して輸送物資を降ろした後出港し、30日にウェワクに到着して第9艦隊首脳部を降ろした。その後出港し、ラバウルに戻った。12月25日、ラバウルで停泊中、空襲を受けて損傷したため、出港。トラック経由で1944年（昭和19年）1月1日に横須賀に到着し、修理を受ける。15日、第2潜水隊は第六艦隊付属となる。
3月15日、伊16は第15潜水隊に編入。
3月17日、伊16は横須賀を出港し、トラックに移動。5月14日0800、米袋入りのゴム袋複数を搭載してトラックを出港し、ブインに向かう。その後、22日2000にブイン到着予定との報告を最後に消息不明。
アメリカ側記録によると、14日に伊16から発信された暗号を傍受し、解読の結果伊16がブインに向かっていることが分かったため、米護衛駆逐艦イングランド(USS England, DE-635)、ジョージ(USS George, DE-697)、ラビー(USS Raby, DE-698)の3隻からなる対潜部隊が18日に哨戒を行う。19日、ソロモン諸島北東沖を浮上航走中の潜水艦を哨戒機が発見し、対潜部隊に通報。対潜部隊は現場海域に急行して哨戒を行った結果、1335にイングランドが潜航中の潜水艦をソナー探知。1341からイングランドはヘッジホッグを24発ずつ、計5回投下。うち、2回目と5回目の攻撃でヘッジホッグが爆発する音を聴取した。5回目の攻撃後の1435、水中で大爆発が起きた。その爆発はすさまじく、爆発の衝撃でイングランドの艦尾を15cmほど持ち上げるほどだった。爆発から最初の破片が浮かぶまで20分かかっていることから、爆発は水深150m以上の深さで起きたと判断された。部隊はコルク片、木製甲板の破片、キャビネットの破片、米袋入りのゴム袋など、潜水艦のものと思われる破片が浮かび上がるのを確認。爆発から1時間後には重油が漂うのを確認し、翌日には幅5km、長さ10kmの重油の帯が漂っていた。これが伊16の最期の瞬間であり、艦長の竹内義高少佐以下乗員107名全員戦死。沈没地点はチョイスル島北端アレクサンダー岬北東140浬地点付近、南緯05度10分 東経158度10分 / 南緯5.167度 東経158.167度。
6月25日、ソロモン諸島方面で亡失と認定され、10月10日に除籍された。
撃沈総数は4隻で、計17,732トンにのぼる。また、輸送艦1隻、6,198トンに損傷を与えた。

## 歴代艦長
※『艦長たちの軍艦史』416-417頁による。

### 艤装員長
- 小林一 中佐：1939年4月24日 - 9月20日

### 艦長
- 小林一 中佐：1939年9月20日 - 1941年7月31日[3]
- 山田薫 中佐：1941年7月31日 -
- 中村省三 少佐：1942年12月18日 -
- 竹内義高 少佐：1944年2月15日 - 1944年5月19日戦死